# AEW WrestleDream
AEW WrestleDream est un événement de catch (lutte professionnelle) produit par la promotion américaine, All Elite Wrestling (AEW). Créé en 2023, il a lieu chaque année en octobre, en hommage au fondateur de la New Japan Pro-Wrestling, Antonio Inoki. Le nom de l'évènement fait référence à Inoki, que le président et directeur général d'AEW, Tony Khan, a surnommé "le plus grand rêveur du catch".

## Histoire
Le 1er octobre 2022 (30 septembre, heure de l'Est), Antonio Inoki, fondateur de la promotion japonaise de lutte professionnelle New Japan Pro-Wrestling (NJPW), est décédé. Avant sa mort, la promotion américaine All Elite Wrestling (AEW) a entamé un partenariat de travail avec la NJPW début 2021. Cela a abouti à l’évènement annuel co-promu, AEW x NJPW: Forbidden Door, qui a eu lieu pour la première fois en juin 2022.
En avril 2023, AEW a déposé la marque "AEW WrestleDream". Lors de la mêlée médiatique All In le 27 août, le président de l'AEW, Tony Khan, a officiellement annoncé que l'AEW organiserait un évènement à la carte (PPV) intitulé WrestleDream, qui se tiendrait en l'honneur d'Inoki, qui était quelqu'un que Khan admirait dans l'industrie de la lutte professionnelle. Le tout premier WrestleDream devait avoir lieu le 1er octobre 2023, premier anniversaire du décès d'Inoki, à la Climate Pledge Arena à Seattle (Washington), marquant le premier PPV d'AEW à se tenir dans l'État de Washington. Le nom de l'événement fait référence à Inoki, que Khan a appelé "le plus grand rêveur du catch". Bien qu'il ne s'agisse pas d'un événement co-promu avec la NJPW, l'événement a vu la participation des catcheurs de la NJPW Satoshi Kojima, TMDK (Bad Dude Tito, Mikey Nicholls et Shane Haste), Katsuyori Shibata, Zack Sabre Jr., et Will Ospreay, ainsi que l'ancien élève d'Inoki, Josh Barnett.
Un second évènement WrestleDream qui se tiendra le 12 octobre 2024 à Tacoma (Washington), a été annoncé le 11 avril.

## Historique des WrestleDream
| # | Événement           | Date             | Ville                | Lieu                 | Main Event                                                         |
| - | ------------------- | ---------------- | -------------------- | -------------------- | ------------------------------------------------------------------ |
| 1 | WrestleDream (2023) | 1er octobre 2023 | Seattle (Washington) | Climate Pledge Arena | Christian Cage (c) contre Darby Allin pour le AEW TNT Championship |
|   | WrestleDream (2024) | 12 octobre 2024  | Tacoma (Washington)  | Tacoma Dome          | À venir                                                            |

## Liens Externes
- Site officiel de la AEW